# Antiche unità di misura del circondario di Cosenza
Nella provincia di Cosenza, l'unità locale di misura della superficie usata in agraria è la tomolata.
Il valore della tomolata è variabile da comune a comune; nel capoluogo corrisponde a 40,04 are, ossia a 4.004 m2
Altre misure locali correlate:
| 1 tomolate  | 2 mezzetti  |
| 1 mezzetto  | 2 quarti    |
| 1 quarto    | 2 stoppelli |
| 1 stoppello | 4 cozze     |